# Jochen Baier
Jochen Friedrich Baier (* 2. Dezember 1972 in Herrenberg) ist ein deutscher Bäckermeister und Konditormeister, der als Jury-Mitglied der ZDF-Sendung Deutschlands bester Bäcker einem breiten Publikum bekannt ist.

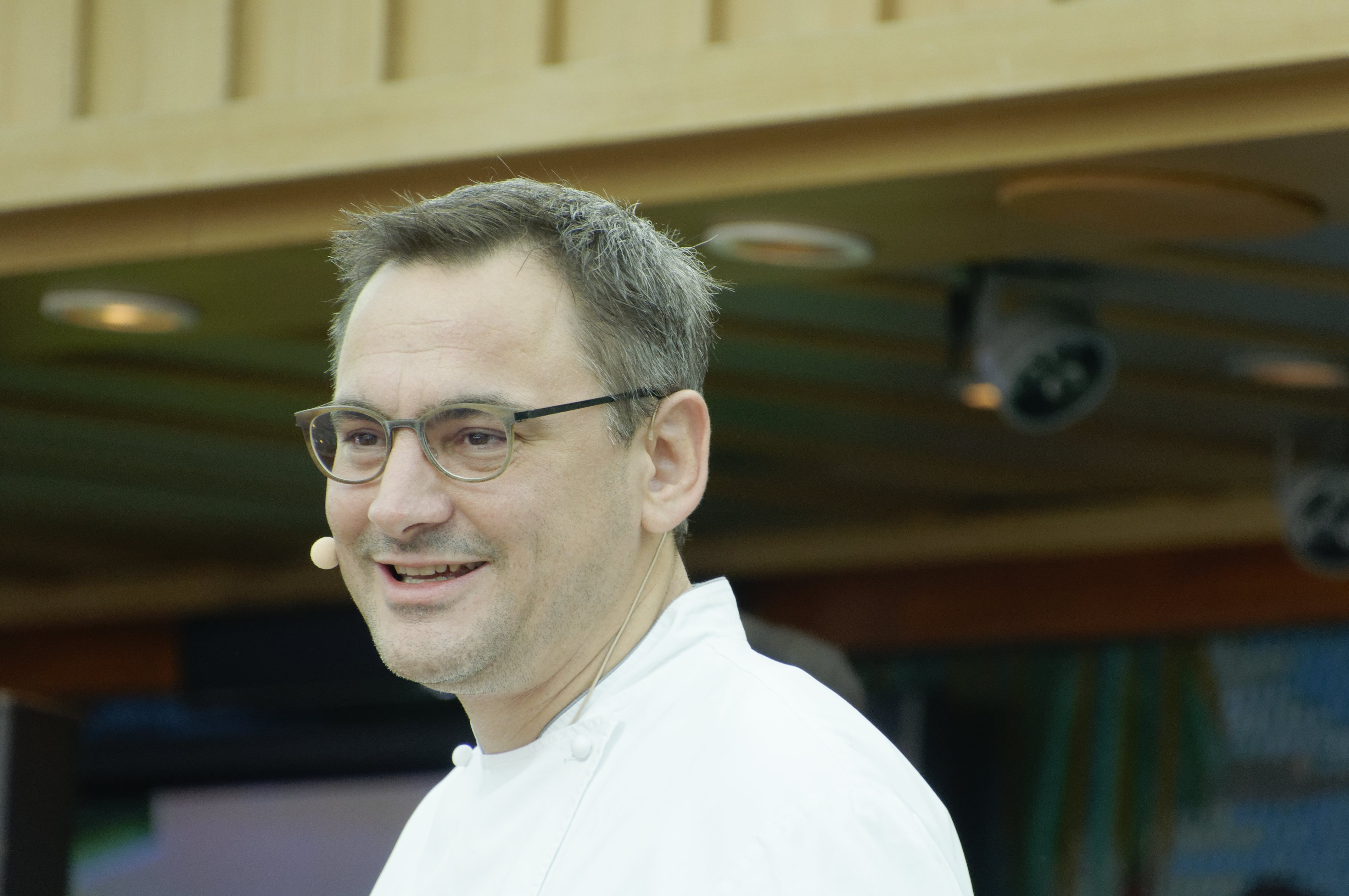
Jochen Baier 2019

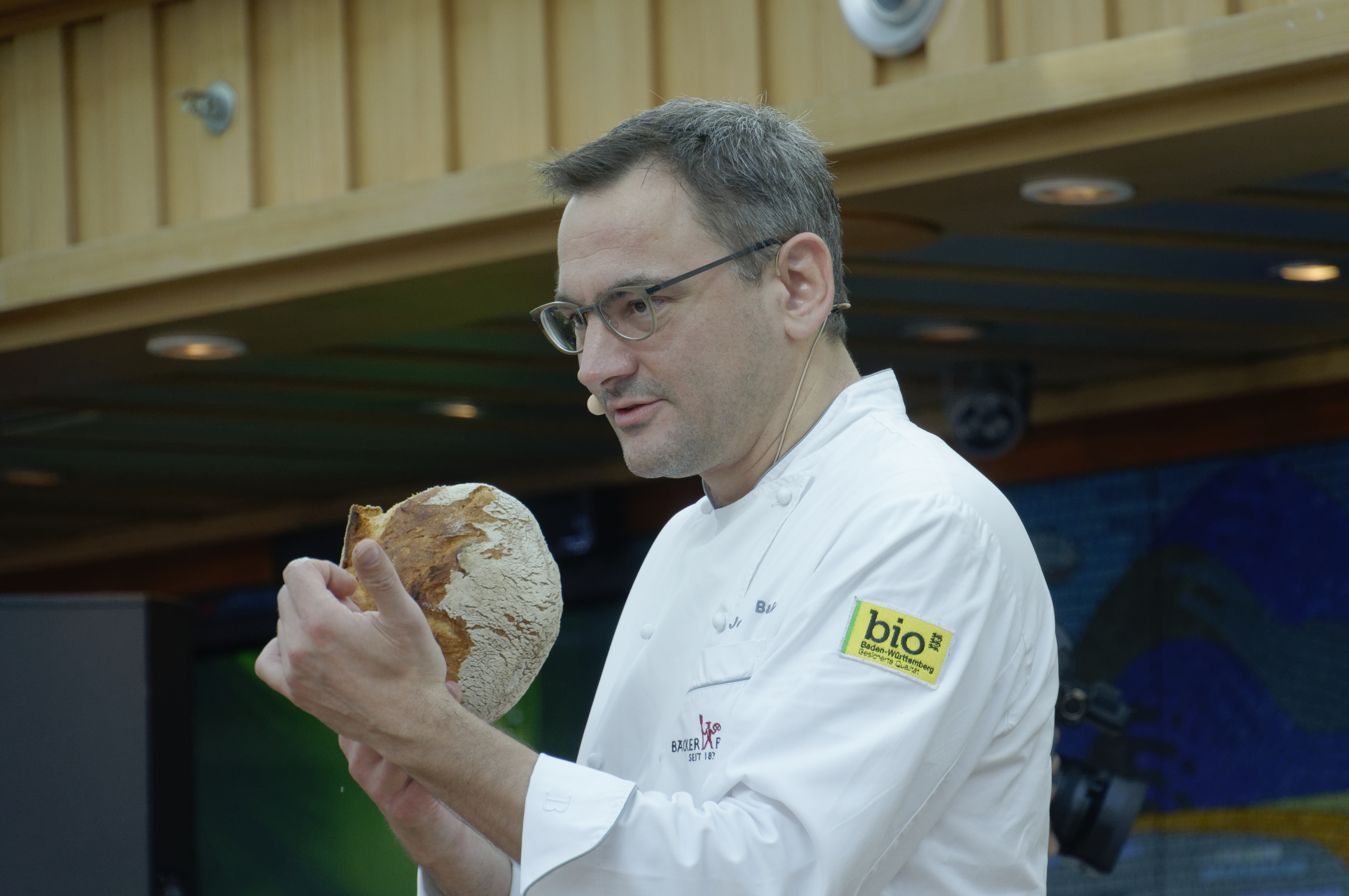
Bei einem Vortrag über sein Brot

## Leben
Baier stammt aus einer Bäckerfamilie, die in Herrenberg zwei Bäckereien führt. 1992 absolvierte er die Gesellenprüfung zum Konditor, ein Jahr darauf die zum Bäcker. Es folgten Wanderjahre und die Ausbildung zum Bäckermeister, die er 1996 an der Akademie Deutsches Bäckerhandwerk Weinheim mit Auszeichnung abschloss. 1997 legte er dann ebenfalls mit Auszeichnung an der Handwerkskammer zu Köln die Meisterprüfung als Konditor und 1998 an der Münchener Akademie des Handwerks die Prüfung zum Betriebswirt des Handwerks ab. Bereits zuvor nahm er an internationaler Leistungswettbewerben teil.
2003 übernahm er den elterlichen Betrieb, den er in sechster Generation führt, umstrukturiert und erweitert hat.
Er ist Gründungsmitglied der Bäckernationalmannschaft und war 2014/2015 Mitglied der Jury der Sendung Deutschlands bester Bäcker.

## Erfolge
persönlich
- 1992: Deutscher Meister der Konditoren
- 1993: Deutscher Meister der Bäckerjugend
- 1998: „Konditor des Jahres“, Condi Creativ Club (CCC)[1]
- 2005: Marktkieker-Preisträger, Back Journal[2]
- 2006: „Top-Gründer im Handwerk“, Sonderpreis in der Kategorie Nachfolge für die allergikergerechte Umstellung seiner Produktion auf reine Rohstoffe, handwerk magazin[3][4]
- 2010: Sonder-Landespreises Baden-Württemberg für eine „herausragende und vorbildliche Betriebsnachfolge“, BÄKO-magazin[5]
- 2018 World Baker of the Year 2018[6]

als Kapitän der Bäckernationalmannschaft
- 2011: 4. Platz SIGEP Golden Bread Cup und Sonderpreis für das Schaustück
- 2012: 2. Platz SIGEP Golden Bread Cup und Sonderpreis für das beste Brot

- 2018/2019: Weltbäcker des Jahres